# Aechmea angustifolia
Aechmea angustifolia är en gräsväxtart som beskrevs av Eduard Friedrich Poeppig och Stephan Ladislaus Endlicher. Aechmea angustifolia ingår i släktet Aechmea och familjen Bromeliaceae. Inga underarter finns listade i Catalogue of Life.